# Znamenite točke trikotnika
Znamenita točka trikotnika (tudi posebna ali značilna točka trikotnika ali središče trikotnika) je točka v ravnini, kjer se sekajo posebne premice ali tudi krožnice. Te točke imajo zanimive geometrijske lastnosti.  
Prve znamenite točke trikotnika so odkrili že stari Grki, čeprav jih niso nikoli primerno definirali. Za njimi so odkrili še celo vrsto znamenitih točk trikotnika kot so Fermatova točka, simedianska točka, Feuerbachova točka, Gergonnova točka itd. Med porastom zanimanja za geometrijo trikotnika v letih 1980 so opazili, da imajo znamenite točke nekatere zanimive lastnosti, ki dandanes tvorijo osnovo definicije znamenitih točk trikotnika. Vse točke so sedaj zbrane v Encyclopedia of Triangle Centers (ETC) (Enciklopedija  znamenitih točk trikotnika), kjer je bilo 26.maja 2010 navedenih 3587 znamenitih točk trikotnika. Vsako od teh središč (točk) je dobilo svoje enolično ime in oznako, ki jo sestavljata X in kot indeks zaporedna številka iz Enciklopedije. Kadar pa ni bilo možno za točko dati neko zgodovinsko ali geometrijsko ime, so uporabili imena zvezd za poimenovanje posebnih točk trikotnika.   

## Definicija
Realna funkcija {\displaystyle f\,} treh spremenljivk {\displaystyle a,{\text{ }}b,{\text{ }}c\,} ima naslednje lastnosti:
- homogenost {\displaystyle f(ta,tb,tc)=t^{n}f(a,b,c)\,} za poljubno konstanto {\displaystyle n\,} ter za vse {\displaystyle t>0\,}
- bisimetrijo v drugi in tretji spremenljivki {\displaystyle f(a,{\text{ }}b,{\text{ }}c)=f(a,{\text{ }}c,{\text{ }}b)}.

Kadar ima neničelna funkcija {\displaystyle f\,} obe zgornji lastnosti, jo imenujemo  funkcija znamenite točke trikotnika. Kadar je {\displaystyle f\,} funkcija znamenite točke trikotnika in so {\displaystyle a,{\text{ }}b,{\text{ }}c} dolžine stranic pripadajočega trikotnika, potem se točka, ki ima trilinearne koordinate {\displaystyle f(a,b,c):f(b,c,a):f(c,a,b)} imenuje znamenita točka trikotnika.

## Nekatere znane znamenite točke trikotnika

### Klasične posebne točke trikotnika
| mesto v ETC | ime                            | oznaka | trilinearni koordinatni sistem                                                        |
| ----------- | ------------------------------ | ------ | ------------------------------------------------------------------------------------- |
| X1          | središče včrtane krožnice      | I      | 1 : 1                                                                                 |
| X2          | težišče                        | G      | bc : ca : ab                                                                          |
| X3          | središče očrtane krožnice      | O      | cos A : cos B : cos C                                                                 |
| X4          | višinska točka                 | H      | sec A : sec B : sec C                                                                 |
| X5          | središče krožnice devetih točk | N      | cos(B − C) : cos(C − A) : cos(A − B)                                                  |
| X6          | simedianska točka              | K      | a : b : c                                                                             |
| X7          | Gergonnova točka               | Ge     | bc/(b + c − a) : ca/(c + a − b) : ab/(a + b − c)                                      |
| X8          | Nagelova točka                 | Na     | (b + c − a)/a : (c + a − b)/b: (a + b − c)/c                                          |
| X9          | mittenpunkt                    | M      | b + c − a : c + a − b : a + b − c                                                     |
| X10         | Spiekerjeva točka              | Sp     | bc(b + c) : ca(c + a) : ab(a + b)                                                     |
| X11         | Feuerbachova točka             | F      | 1 − cos(B − C) : 1 − cos(C − A) : 1 − cos(A − B)                                      |
| X13         | Fermatova točka                | X      | csc(A + π/3) : csc(B + π/3) : csc(C + π/3) *                                          |
| X15 X16     | izodinamični točki             | S ′    | sin(A + π/3) : sin(B + π/3) : sin(C + π/3) sin(A − π/3) : sin(B − π/3) : sin(C − π/3) |
| X17 X18     | Napoleonove točke              | N ′    | sec(A − π/3) : sec(B − π/3) : sec(C − π/3) sec(A + π/3) : sec(B + π/3) : sec(C + π/3) |
| X99         | Steinerjeva točka              | S      | bc/(b2 − c2) : ca/(c2 − a2) : ab/(a2 − b2)                                            |

(*) : to je prvi izogonski center, tudi Fermatova točka, če je A,B,C ≤ 2π/3

### Novejše posebne točke trikotnika
V naslednjem delu preglednice so podane novejše posebne točke trikotnika.
| mesto (oznaka) v ETC | ime                           | funkcija znamenite točke f(a,b,c)  |
| -------------------- | ----------------------------- | ---------------------------------- |
| X21                  | 1/(cos B + cos C)             |                                    |
| X22                  | Exeterjeva točka              | a(b4 + c4 − a4)                    |
| X111                 | Parryjeva točka               | a/(2a2 − b2 − c2)                  |
| X173                 | tan(A/2) + sec(A/2)           |                                    |
| X174                 | Yff središče kongruence       | sec(A/2)                           |
| X175                 | izoperimetrična točka         | − 1 + sec(A/2) cos(B/2) cos(C/2)   |
| X179                 | prva Ajima–Malfattijeva točka | sec4(A/4)                          |
| X181                 | Apolonijeva točka             | a(b + c)2/(b + c − a)              |
| X192                 | točka enakih vzporednic       | bc(ca + ab − bc)                   |
| X356                 | Morleyjevo središče           | cos(A/3) + 2 cos(B/3) cos(C/3)     |
| X360                 | Hofstadterjeva točka          | A/a                                |
| X401                 | Baileyjeva točka              | [sin(2B) sin(2C) − sin2(2A)] csc A |

.

## Splošne oblike znamenitih točk trikotnika

### Kinberlingova znamenita točka
Clark Kimberling (rojen 1942) je pripravil enciklopedijo več kot 3500 znamenitih točk trikotnika. Te točke v njegovo čast imenujemo Kimberlingove znamenite točke .

### Polinomska znamenita točka
Znamenita točka trikotnika se imenuje polinomska znamenita točka trikotnika, če lahko trilinearne koordinate točke izrazimo kot polinom koordinat a, b in c.

### Glavne znamenite točke
Znamenita točka trikotnika se imenuje glavna znamenita točka trikotnika, če lahko trilinearne koordinate izrazimo v obliki {\displaystyle f(A):f(B):f(C)} tako, da  je {\displaystyle f(A)} funkcija vrednosti A. Podobno velja za {\displaystyle f(B)} in {\displaystyle f(C)} 

### Običajne znamenite točke
Znamenita točka trikotnika se imenuje običajna znamenita točka trikotnika, kadar trilinearne koordinate lahko izrazimo kot polinome vrednosti Δ, a, b in c, kjer je  Δ ploščina trikotnika 

### Transcendentne znamenite točke
Znamenita točka trikotnika je transcendentna znamenita točka, če točke ne moremo predstaviti s trilinearnimi koordinatami oziroma samo z uporabo algebrskih funkcij za {\displaystyle (a,{\text{ }}b,{\text{ }}c)\,}.